# Leandro Otormín
Leandro Gastón Otormín Fumero (Paso de los Toros, Uruguay; 30 de julio de 1996) es un futbolista uruguayo que juega como mediocampista en el Cerro Largo Fútbol Club de la Primera División de Uruguay.

## Trayectoria
Otormín jugó desde niño en las formativas del Club Nacional de Football.
En 2012, lo seleccionaron para viajar a Inglaterra, representando el club uruguayo por 10 días y practicar con las formativas del Liverpool Football Club junto a otros compatriotas, conoció a Luis Suárez y Sebastián Coates.
Defendió a Nacional en Sudáfrica en la Copa Future Champions, donde llegaron a la final pero perdieron. Al año siguiente la jugó en Brasil, donde quedaron terceros.
Luego de jugar el Mundial con la selección sub-17, llamó la atención de equipos europeos como Fiorentina, Udinese, Atlético Madrid, Liverpool y Juventus, a pesar de su joven edad el club uruguayo lo tasó en tres millones de euros.
Participó en 2014 de la Copa Santiago, en la cual finalizó como goleador con seis anotaciones y mejor delantero.
Su debut como profesional se produjo el 5 de marzo de 2015, en un partido amistoso contra Flamengo en Brasil, fue titular y perdieron 2 a 0 en la despedida de Leo Moura, ante más de 30.000 personas.
En Primera División, jugó su primer partido el 15 de agosto, en la fecha 1 del Torneo Apertura 2015, ingresó al minuto 74 para enfrentar a Villa Teresa y ganaron 4 a 1 en el Gran Parque Central. Leandro disputó su primer partido oficial con 19 años y 13 días.
A nivel internacional, el 21 de agosto, estuvo presente en el partido de vuelta de la primera fase de la Copa Sudamericana 2015, contra Oriente Petrolero, jugó los minutos finales y empataron 0 a 0, debido a que en el partido de ida ganaron 3 a 0, clasificaron a la siguiente instancia. Luego, fueron eliminados por Independiente de Santa Fe, tras un global de 2 a 1.
Leandro fue de los primeros cambios para el técnico Gustavo Munúa, pero una lesión lo apartó de las canchas por el resto del año.
En el plano local, llegó a jugar 5 partidos del Torneo Apertura 2015, instancia en la que obtuvieron el segundo lugar.
El 28 de enero de 2016, arribó a Racing, cedido por 6 meses.
Debutó con su nuevo club el 7 de febrero, como titular contra El Tanque Sisley, al minuto 63 anotó su primer gol como profesional y ganaron 2 a 0.
Debido a unas lesiones, no pudo tener tanta continuidad, pero se salvaron del descenso en la última fecha al derrotar 2 a 1 a Cerro. Otormín jugó 8 partidos con Racing.
El 6 de julio, se anunció su llegada a Venados de Yucatán, para jugar en la Liga de Ascenso de México, a préstamo por un año de Nacional.
En enero de 2017 retornó al Club Nacional de Football.

## Selección nacional
Leandro ha sido parte de la selección de Uruguay en las categorías juveniles sub-15, sub-17 y sub-20.
Fue convocado para jugar el Mundial Sub-17 del 2013 y a pesar de tener un buen rendimiento personal, Uruguay quedó eliminado en cuartos de final. Fue el goleador de Uruguay con cuatro goles en cinco partidos.
En el 2014, Leandro fue parte del proceso de la selección sub-20 de Uruguay conducida por Fabián Coito.
Debutó con esta categoría de la celeste el 17 de abril ante Chile en Jardines, jugó como titular y empataron 1 a 1.
Viajó a Chile para jugar el Torneo Cuatro Naciones, contra las selecciones sub-20 de México, Chile y Colombia en carácter amistoso. Lograron el tercer lugar luego de ganar el primer partido y perder los dos restantes.
Finalmente no fue convocado al Campeonato Sudamericano. Luego volvió a ser citado para entrenar por un lugar en el mundial, viajó a Portugal con la sub-20 para disputar unos amistosos, regresaron con 2 derrotas y un empate. No fue convocado a la Copa Mundial de 2015.

### Participaciones en Copas del Mundo
| Mundial                | Sede | Resultado        | Partidos | Goles |
| ---------------------- | ---- | ---------------- | -------- | ----- |
| Mundial Sub-17 de 2013 | EAU  | Cuartos de final | 5        | 4     |

### Detalles de partidos
| Con Uruguay sub-17 | Con Uruguay sub-17 | Con Uruguay sub-17 | Con Uruguay sub-17       | Con Uruguay sub-17   | Con Uruguay sub-17                   | Con Uruguay sub-17 | Con Uruguay sub-17 | Con Uruguay sub-17 | Con Uruguay sub-17 |
| N°                 | Rival              | Resultado          | Fecha                    | Lugar                | Competencia                          | Goles              | Asistencias        | Ref.               |                    |
| ------------------ | ------------------ | ------------------ | ------------------------ | -------------------- | ------------------------------------ | ------------------ | ------------------ | ------------------ | ------------------ |
| 1                  | Perú               | 1:1 (0:0)          | 26 de julio de 2012      | Montevideo · Uruguay | Amistoso                             | -                  | -                  | 1                  |                    |
| 2                  | México             | 2:4 (0:0)          | 24 de agosto de 2013     | Montevideo · Uruguay | Amistoso                             | 35', 69' (pen.)    | -                  | 2                  |                    |
| 3                  | Perú               | 2:1 (0:0)          | 12 de septiembre de 2013 | Canelones · Uruguay  | Amistoso                             | 71'                | -                  | 3                  |                    |
| 4                  | Perú               | 1:1 (0:1)          | 14 de septiembre de 2013 | Montevideo · Uruguay | Amistoso                             | -                  | -                  | 4                  |                    |
| 5                  | México             | 0:1 (0:0)          | 8 de octubre de 2013     | Abu Dabi · EAU       | Amistoso                             | -                  | -                  | 5                  |                    |
| 6                  | Eslovaquia         | 2:1 (0:0)          | 12 de octubre de 2013    | Dubái · EAU          | Amistoso                             | -                  | -                  | 6                  |                    |
| 7                  | Nueva Zelanda      | 7:0 (2:0)          | 17 de octubre de 2013    | Ras Al-Khaimah · EAU | Copa Mundial Sub-17 Fase de grupos   | 37', 63'           | -                  | 7                  |                    |
| 8                  | Costa de Marfil    | 1:1 (0:1)          | 20 de octubre de 2013    | Ras Al-Khaimah · EAU | Copa Mundial Sub-17 Fase de grupos   | -                  | -                  | 8                  |                    |
| 9                  | Italia             | 1:2 (1:1)          | 23 de octubre de 2013    | Ras Al-Khaimah · EAU | Copa Mundial Sub-17 Fase de grupos   | -                  | -                  | 9                  |                    |
| 10                 | Eslovaquia         | 4:2 (3:0)          | 29 de octubre de 2013    | Ras Al-Khaimah · EAU | Copa Mundial Sub-17 Octavos de final | 5', 58'            | -                  | 10                 |                    |
| 11                 | Nigeria            | 0:2 (0:1)          | 2 de noviembre de 2013   | Ras Al-Khaimah · EAU | Copa Mundial Sub-17 Cuartos de final | -                  | -                  | 11                 |                    |

| Con Uruguay sub-20 | Con Uruguay sub-20 | Con Uruguay sub-20 | Con Uruguay sub-20       | Con Uruguay sub-20   | Con Uruguay sub-20              | Con Uruguay sub-20 | Con Uruguay sub-20 | Con Uruguay sub-20                                    | Con Uruguay sub-20 |
| N°                 | Rival              | Resultado          | Fecha                    | Lugar                | Competencia                     | Goles              | Asistencias        | Ref.                                                  |                    |
| ------------------ | ------------------ | ------------------ | ------------------------ | -------------------- | ------------------------------- | ------------------ | ------------------ | ----------------------------------------------------- | ------------------ |
| 1                  | Chile              | 1:1 (0:1)          | 17 de abril de 2014      | Montevideo · Uruguay | Amistoso                        | -                  | -                  | 1                                                     |                    |
| 2                  | Paraguay           | 0:1 (0:1)          | 22 de mayo de 2014       | Montevideo · Uruguay | Amistoso                        | -                  | -                  | 2                                                     |                    |
| 3                  | Paraguay           | 1:1 (0:1)          | 10 de junio de 2014      | Asunción Paraguay    | Amistoso                        | -                  | -                  | 3                                                     |                    |
| 4                  | Paraguay           | 1:2 (0:1)          | 12 de junio de 2014      | Asunción Paraguay    | Amistoso                        | -                  | -                  | 4                                                     |                    |
| 5                  | Perú               | 0:1 (0:1)          | 4 de agosto de 2014      | Lima · Perú          | Amistoso                        | -                  | -                  | 5                                                     |                    |
| 6                  | Perú               | 1:2 (0:0)          | 22 de septiembre de 2014 | Montevideo · Uruguay | Amistoso                        | -                  | -                  | 6                                                     |                    |
| 7                  | Colombia           | 2:0 (2:0)          | 12 de octubre de 2014    | Santiago · Chile     | Amistoso Torneo Cuatro Naciones | -                  | -                  | 7                                                     |                    |
| 8                  | Portugal           | 3:0 (2:0)          | 31 de marzo de 2015      | Coímbra Portugal     | Amistoso                        | -                  | -                  | 8 Archivado el 4 de marzo de 2016 en Wayback Machine. |                    |

## Estadísticas

### Clubes
| Club                   | País    | Año           | Partidos | Goles | Asistencias |
| ---------------------- | ------- | ------------- | -------- | ----- | ----------- |
| Nacional               | Uruguay | 2015          | 8        | 0     | 0           |
| → Racing de Montevideo | Uruguay | 2016          | 8        | 1     | 1           |
| → Venados              | México  | 2016          | 8        | 0     | 1           |
| Nacional               | Uruguay | 2017-2019     | 0        | 0     | 0           |
| Montevideo City Torque | Uruguay | 2019-presente | 29       | 6     | 3           |
| Total                  |         |               | 53       | 7     | 5           |

- Actualizado al último partido disputado el 11 de febrero de 2021: Montevideo City Torque 1-2 Nacional.

### Resumen estadístico
| Competencia           | Partidos | Goles | Asistencias |
| --------------------- | -------- | ----- | ----------- |
| Ligas nacionales      | 47       | 7     | 5           |
| Copas nacionales      | 3        | 0     | 0           |
| Copas internacionales | 3        | 0     | 0           |
| Uruguay sub-17        | 6        | 4     | 0           |
| Uruguay sub-20        | 1        | 0     | 0           |
| Total carrera         | 60       | 11    | 5           |

## Palmarés

### Títulos nacionales
| Título                  | Club                   | País    | Año  |
| ----------------------- | ---------------------- | ------- | ---- |
| Campeonato Uruguayo 1.ª | Nacional               | Uruguay | 2016 |
| Supercopa Uruguaya      | Nacional               | Uruguay | 2019 |
| Campeonato Uruguayo 2.ª | Montevideo City Torque | Uruguay | 2019 |
| Torneo Intermedio       | Nacional               | Uruguay | 2022 |

### Distinciones individuales
| Distinción                                  | Año  |
| ------------------------------------------- | ---- |
| Goleador de la Copa Santiago                | 2014 |
| Jóvenes promesas de Uruguay (Pasión Fútbol) | 2016 |